# Anna Malova (pallavolista)
Anna Nikolaevna Malova Podkopaeva (in russo Анна Николаевна Малова Подкопаева?; Ul'janovsk, 16 aprile 1990) è una pallavolista russa, libero della Dinamo-Ak Bars.

## Carriera

### Club
La carriera di Anna Malova (dal 2017 nota con il cognome da coniugata Podkopaeva) inizia a livello giovanile nella sua città natale, Ul'janovsk, dove gioca fino all'età di diciassette anni, quando nel 2007 inizia la carriera professionistica con l'Iskra Samara, giocando per due stagioni nella Vysšaja Liga A. Nel 2009, in seguito allo scioglimento del club, passa all'Ufimočka, col quale ottiene la promozione nella massima serie nel 2012, debuttando così in Superliga russa nella stagione 2012-13.
Durante l'annata seguente, a causa dei problemi economici del suo club, si trasferisce nel gennaio 2014 alla Dinamo Mosca, vincendo la Coppa di Russia e venendo premiata come miglior libero; con la formazione moscovita conquista poi due campionati consecutivi, prima di comunicare la decisione di prendere un anno di pausa dall'attività agonistica al termine dell'annata 2016-17.
Rientra in campo nella stagione 2018-19 quando viene ingaggiata dall'Uraločka, mentre in quella seguente passa alla Dinamo-Kazan, in seguito Dinamo-Ak Bars, con cui conquista due Coppe di Russia, il campionato 2019-20 e la Supercoppa russa 2020.

### Nazionale
Nell'estate del 2013 viene convocata per la prima volta nella nazionale russa, debuttando in occasione del Montreux Volley Masters, chiuso al secondo posto; partecipa poi al World Grand Prix e nello stesso anno si aggiudica la medaglia d'oro sia alla XXVII Universiade che al campionato europeo. In seguito vince la medaglia di bronzo al World Grand Prix 2014 e quella d'argento nell'edizione successiva, oltre alla medaglia d'oro al campionato europeo 2015.

## Palmarès

### Club
- Campionato russo: 3

2015-16, 2016-17, 2019-20
- Coppa di Russia: 3

2013, 2019, 2020
- Supercoppa russa: 1

2020

### Nazionale (competizioni minori)
- Montreux Volley Masters 2013
- Universiade 2013
- Montreux Volley Masters 2014

### Premi individuali
- 2013 - Coppa di Russia: Miglior libero
- 2014 - Coppa di Russia: Miglior libero
- 2015 - World Grand Prix: Miglior libero
- 2015 - Campionato europeo: Miglior libero